# Woody Allen
Heywood «Woody» Allen (registrado al nacer como Allan Stewart Konigsberg; Nueva York, 30 de noviembre de 1935) es un director de cine, actor y comediante estadounidense. Su prolífica carrera abarca más de seis décadas durante las cuales ha dirigido más de cincuenta películas. 
Comenzó su carrera como escritor de comedia en la década de 1950 escribiendo chistes y guiones para televisión y publicando varios libros de historias cortas de humor. A principios de la década de 1960, actuó como comediante de stand up con una tendencia a desgranar monólogos en lugar de chistes tradicionales. En sus actuaciones fue remodelando su personalidad pública como la de un individuo intelectual, inseguro, nervioso y dado a las reflexiones metafísicas y psicoanalíticas. Según Allen, su personalidad en la vida real es bastante diferente. En 2004, Comedy Central clasificó a Allen en el cuarto lugar de la lista de los 100 mejores comediantes, mientras que una encuesta del Reino Unido clasificó a Allen como el tercer mejor comediante.
A mediados de los años sesenta, Allen estaba escribiendo y dirigiendo películas, primero especializándose en comedias físicas antes de pasar a material dramático influido por el cine de arte y ensayo europeo durante la década siguiente, y después alternando entre comedia y drama. A menudo se lo identifica como parte de la ola de cineastas del Nuevo Hollywood desde mediados de los años sesenta hasta finales de los setenta. Allen a menudo protagoniza sus películas, generalmente usando el personaje que desarrolló en un standup. Algunos de los más conocidos de sus más de cincuenta películas son Annie Hall (1977), Manhattan (1979), Hannah y sus hermanas (1986), Crímenes y delitos menores (1989) y Medianoche en París (2011). En 2007 dijo que Stardust Memories (1980), The Purple Rose of Cairo (1985) y Match Point (2005) fueron sus mejores películas. El crítico Roger Ebert describió a Allen como «un tesoro del cine».
Allen ha recibido muchos elogios y honores a lo largo de su carrera. Ha ganado cuatro premios de la Academia: tres al Mejor Guion Original y uno al Mejor Director. También obtuvo nueve premios de la Academia Británica de Cine. Su guion para Annie Hall fue nombrado el guion más divertido por el Writers Guild of America en su lista de los 101 guiones más divertidos. En 2011, la cadena PBS televisó la biografía de la película Woody Allen: un documental sobre su serie American Masters.
En marzo de 2020, la editorial neoyorkina Arcade Publishing publicó en Estados Unidos su libro de memorias A propósito de nada (Apropos of Nothing). Dos meses después llegó la versión en español, editada por Alianza Editorial.

## Primeros años

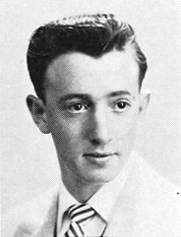
Allen como estudiante de secundaria, 1953

Allen nació con el nombre de Allan Stewart Konigsberg en el distrito de Brooklyn de Nueva York el 30 de noviembre de 1935. Él y su hermana, Letty (n. 1943), se criaron en Midwood, Brooklyn. Es hijo de Nettie (de soltera Cherry; 8 de noviembre de 1906 - 27 de enero de 2002), contable de la tienda de delicatessen de su familia, y Martin Konigsberg (25 de diciembre de 1900 - 8 de enero de 2001), un grabador de joyas y camarero. Su familia era judía, y sus abuelos emigraron a los Estados Unidos desde Rusia y Austria y hablaban yiddish, hebreo y alemán. Los padres de Allen nacieron y se criaron en el Lower East Side de Manhattan.
Su infancia no fue particularmente feliz; sus padres no se llevaban bien, y él tenía una relación difícil con su madre severa y temperamental. Allen hablaba alemán en sus primeros años. Más tarde bromeó diciendo que cuando era joven a menudo lo enviaban a campamentos de verano interreligiosos. Mientras asistía a la escuela hebrea durante ocho años, asistió a la Escuela Pública 99 (ahora la Escuela Isaac Asimov de Ciencia y Literatura) y a la Escuela Secundaria Midwood, donde se graduó en 1953. A diferencia de su personaje cómico, estaba más interesado en el béisbol que en la escuela y sus fuertes brazos aseguraban que fuera el primero en ser elegido para un equipo. Impresionó a los estudiantes con su extraordinario talento con los trucos de cartas e ilusionismo.
Para ganar dinero, escribió chistes (o «bromas») para el agente David O. Alber, quien los vendía a columnistas de periódicos. A los diecisiete años cambió legalmente su nombre al de Heywood Allen y más tarde comenzó a llamarse Woody Allen. Según Allen, su primer chiste publicado decía: «Woody Allen dice que comió en un restaurante que tenía precios E.S.P., por encima de los salarios de las personas». Pronto ya estaba ganando más que sus padres juntos. Después de la escuela secundaria, asistió a la Universidad de Nueva York, estudió comunicación y cine en 1953, antes de abandonar después de reprobar el curso «Producción cinematográfica». Estudió cine en el City College de Nueva York en 1954, pero se retiró antes del final del primer semestre. Aprendió de manera autodidacta en lugar de estudiar en el aula. Enseñó en The New School y estudió con el maestro de escritura Lajos Egri.p.74

## Carrera

### Escritor de comedia y trabajo en televisión
Allen comenzó a escribir chistes cortos cuando tenía quince años, y al año siguiente comenzó a enviarlos a varios escritores de Broadway para ver si estarían interesados en comprar alguno. También comenzó a llamarse a sí mismo «Woody Allen». : 539  Uno de esos escritores fue Abe Burrows, coguionista de Guys and Dolls, quien escribió: «¡Guau! Su material era deslumbrante». Burrows luego escribió cartas de presentación de Allen a Sid Caesar, Phil Silvers y Peter Lind Hayes, quienes inmediatamente le enviaron a Allen un cheque por solo los chistes que Burrows incluyó como muestras.: 541 
Como resultado de los chistes que Allen envió por correo a varios escritores, fue invitado, ya con diecinueve años, a unirse al Programa de Desarrollo de Escritores de la NBC en 1955, seguido de un trabajo en The NBC Comedy Hour en Los Ángeles. Posteriormente fue contratado como escritor a tiempo completo para el humorista Herb Shriner, ganando inicialmente $25 dólares a la semana. Comenzó a escribir guiones para The Ed Sullivan Show, The Tonight Show, especiales para Caesar's Hour de Sid Caesar (1954-1957) y otros programas de televisión. p.111 Cuando trabajaba para Caesar, ganaba $1500 dólares a la semana. Trabajó junto a Mel Brooks, Carl Reiner, Larry Gelbart y Neil Simon. También trabajó con Danny Simon, a quien Allen acredita por ayudar a formar su estilo de escritura. Tan solo en 1962 calculó que había escrito veinte mil chistes para varios comediantes.: 533  Allen también escribió para el programa de televisión Candid Camera (Cámara escondida) y apareció en algunos episodios.
Escribió chistes para la comedia de situación Stanley de Buddy Hackett y para The Pat Boone Chevy Showroom, y en 1958 escribió junto con Larry Gelbart algunos especiales de Sid Caesar. : 542  Tras escribir para muchos de los principales comediantes y programas de comedia de la televisión, Allen se estaba ganando una reputación de «genio», afirmó la compositora Mary Rodgers. Cuando se le asignaba una tarea para un programa, se iba y volvía al día siguiente con «resmas de papel», según el productor Max Liebman.: 542  Del mismo modo, después de que escribió para Bob Hope, este lo llamó «medio genio».: 542 
Su rutina diaria de escritura podía durar hasta 15 horas, y era capaz de concentrarse y escribir en cualquier lugar que fuera necesario. Dick Cavett estaba sorprendido de la capacidad de Allen para escribir: «Puede sentarse ante una máquina de escribir después del desayuno y quedarse allí sentado hasta que se ponga el sol y la cabeza le palpite, interrumpiendo el trabajo solo para ir por café y una breve caminata, y luego pasarse toda la noche trabajando». : 551  Cuando Allen escribía para otros comediantes, usaban ocho de cada diez de sus chistes. Cuando comenzó a actuar como un monologuista de stand up, fue mucho más selectivo, típicamente usando solo uno de cada diez chistes. Estimaba que para prepararse para un espectáculo de 30 minutos, gastaba seis meses de escritura intensiva.: 551  Sin embargo, disfrutaba escribiendo, a pesar del trabajo: «Nada me hace más feliz que abrir una resma de papel. ¡Y no puedo esperar a llenarlo! Me encanta hacerlo».: 551 
Allen comenzó a escribir cuentos y leyendas de caricaturas para revistas como The New Yorker ; se inspiró en la tradición de humoristas del New Yorker como S. J. Perelman, George S. Kaufman, Robert Benchley o Max Shulman, cuyo material modernizó. Sus colecciones de piezas cortas incluyen Cómo acabar de una vez por todas con la cultura, Without Feathers, Side Effects y Mere Anarchy. Su ficción cómica temprana estaba influenciada por el humor alocado y lleno de retruécanos de S. J. Perelman. En 2010, Allen lanzó versiones en audio de sus libros en los que leyó 73 selecciones llamadas, The Woody Allen Collection. Fue nominado para un premio Grammy al mejor álbum de palabras habladas.

### Comediante de stand up

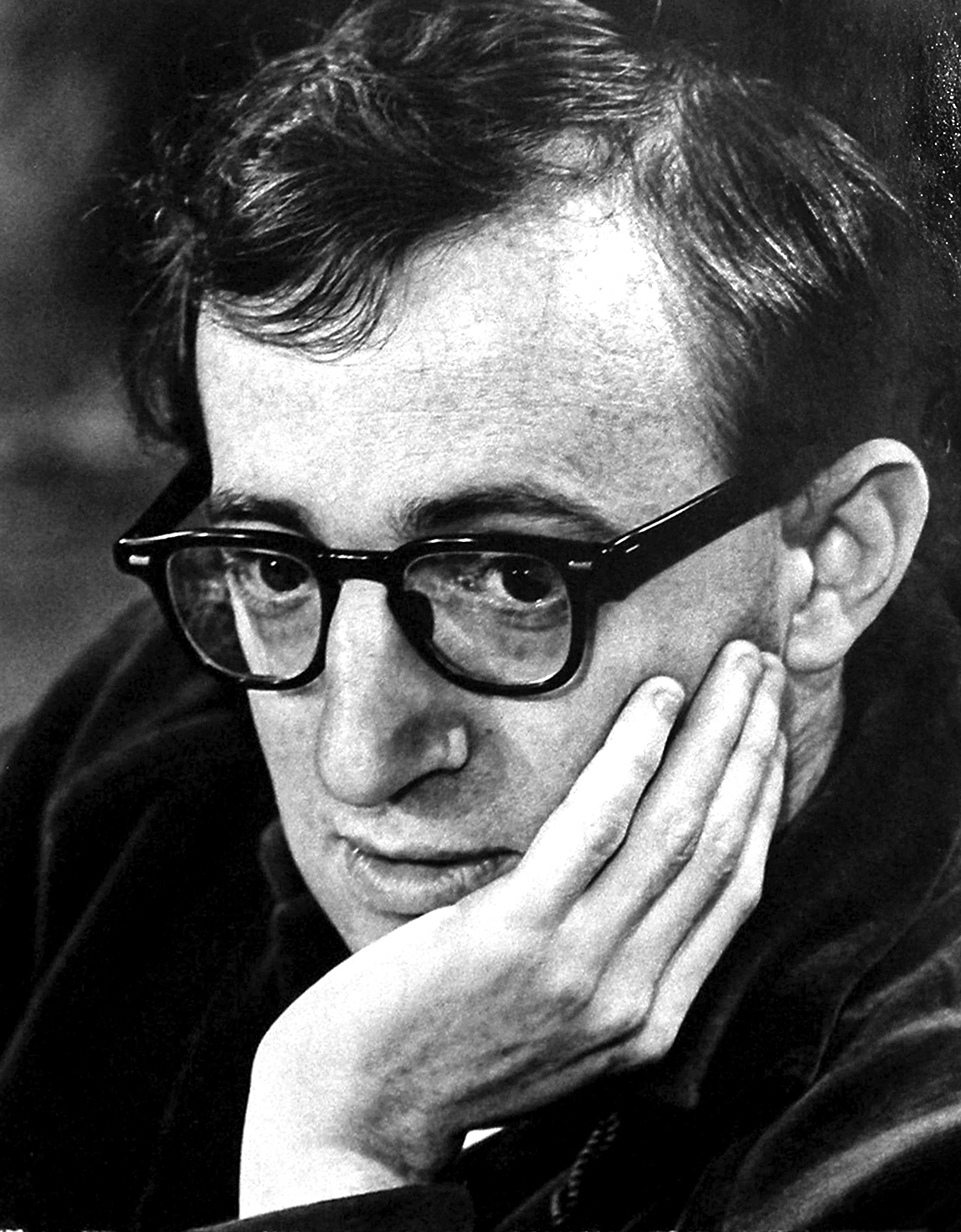
Allen a principio de los años 1970

De 1960 a 1969, Allen actuó como comediante para complementar su escritura de comedia. Trabajó en varios sitios alrededor de Greenwich Village, incluyendo The Bitter End y el Café Au Go Go, junto con contemporáneos como Lenny Bruce, Shelley Berman, el dúo de Mike Nichols y Elaine May, Joan Rivers, George Carlin, Richard Pryor, Dick Cavett, Bill Cosby o Mort Sahl (su favorito). El comediante Milton Berle afirma haberle sugerido a Allen que empezara a hacer comedia stand up e incluso presentarlo en el Village Vanguard. El historiador de la comedia Gerald Nachman señala que Allen, aunque no fue el primero en hacer monólogos stand up, tuvo con el tiempo un mayor impacto que todos los demás en los años 1960, y redefiniría el significado de la comedia stand up: «Ayudó a convertirla en «un comentario satírico mordaz y brutalmente honesto sobre el tenor cultural y psicológico de la época». : 525 
Después de que Allen fue tomado bajo el ala de su nuevo representante, Jack Rollins, quien recientemente había descubierto a Nichols y a May, Rollins le sugirió que usara sus chistes escritos como un monólogo de stand up. Al principio, Allen se resistió, pero después de ver a Mort Sahl en el escenario, se sintió más seguro de intentarlo: «Nunca había tenido las agallas de hablar de ello antes. Entonces Mort Sahl llegó con un estilo de humor completamente nuevo, abriendo perspectivas para personas como yo». : 545  Allen hizo su debut profesional en el escenario en el club nocturno Blue Angel en Manhattan en octubre de 1960, donde el comediante Shelley Berman lo presentó como un joven escritor de televisión que interpretaría su propio material.: 545 
Sus primeros espectáculos de monólogos stand up con su diferente estilo de humor no siempre fueron bien recibidos o entendidos por su público. A diferencia de otros comediantes, Allen le hablaba a su público en un estilo amable y conversacional, pareciendo a menudo estar buscando las palabras, aunque sus rutinas estaban bien ensayadas. Actuaba «normal», se vestía informalmente y no intentaba proyectar una «personalidad» escénica. Y no improvisaba: «Le daba muy poca importancia a la improvisación», le dijo a Studs Terkel. : 532  Sus chistes se creaban a partir de experiencias de la vida y, por lo general, eran presentadas con un porte completamente serio que los hacía más graciosos: «No creo que mi familia me quisiera. Pusieron un oso de peluche vivo en mi cuna».: 533 Los temas de sus chistes rara vez eran de actualidad, o política o socialmente relevantes. A diferencia de Bruce y Sahl, no discutía eventos actuales como los derechos civiles, los derechos de las mujeres, la Guerra Fría o Vietnam. Y aunque era descrito como un «nebbish clásico» (palabra del yidis estadounidense para referirse a alguien tímido y temeroso), no contaba los chistes judíos estándar de la época. El guionista de comedia Larry Gelbart comparó el estilo de Allen con el de Elaine May: «Él simplemente adoptó un estilo completamente como el de ella», dijo. : 546  Al igual que Nichols y May, a menudo se burlaba de los intelectuales.
El presentador de televisión matutina Dick Cavett, que se encontraba entre los pocos que apreciaron prontamente el estilo único de Allen, recordaba haber visto al público en el Blue Angel ignorar casi del todo el monólogo de Allen: «Reconocí de inmediato que no había un joven comediante en el país en la misma clase con él por las simple brillantez de sus chistes, y me molestó el hecho de que el público fuera demasiado estúpido para darse cuenta de lo que estaban recibiendo». : 550  Fue su presencia apagada en el escenario, aunque inicialmente poco apreciada, lo que con el tiempo se convirtió en uno de los rasgos más fuertes de Allen, explica Nachman: «La ausencia total de un barniz de espectáculo y rutina comédica fue la mejor rutina comédica que cualquier comediante haya ideado jamás. Esta naturalidad incómoda en el escenario se convirtió en una marca registrada». : 530  Cuando finalmente fue notado por los medios de comunicación, escritores como Arthur Gelb del The New York Times describieron la calidad de «nebbish» de Allen como «Chaplinesca» y «refrescante». Allen desarrolló una personalidad escénica ansiosa, nerviosa e intelectual para su show de stand up, un movimiento exitoso que le aseguró giras regulares en clubes nocturnos y en la televisión. Trajo innovación al género de monólogos de comedia y su comedia de stand up se considera influyente.
Allen apareció por primera vez en el The Tonight Show Starring Johnny Carson el 1 de noviembre de 1963, y durante nueve años sus apariciones como invitado incluyeron 17 en la silla del presentador. Posteriormente lanzó tres álbumes LP de grabaciones de sus presentaciones en vivo en clubes nocturnos: el homónimo Woody Allen (1964), Volumen 2 (1965) y The Third Woody Allen Album (1968), grabado en una recaudación de fondos para el senador Eugene McCarthy que se presentaba a presidente.
En 1965, Allen filmó un especial de media hora de comedia stand up en Inglaterra para Granada Television, titulado The Woody Allen Show. Es el único show de stand up completo de Allen grabado. En enero de ese mismo año, hizo parte en la gala de inauguración de Lyndon B. Johnson en Washington D. C., junto con Nichols y May, Barbra Streissand, Carol Channing, Harry Belafonte, Julie Andrews, Carol Burnett y Alfred Hitchcock. La primera dama Bird Johnson escribió sobre Allen y el evento en su diario publicado, Un diario de la Casa Blanca, escribiendo en una parte, «Woody Allen, ese comediante bajito, triste y malnutrido, dejó de filmar una película en París y voló a través del Atlántico para más o menos cinco minutos de chistes».
En 1966, Allen escribió un especial televisivo de comedia musical de una hora de duración para la CBS, Gene Kelly in New York City (Gene Kelly en Nueva York). Se centraba en Gene Kelly en una gira musical por Manhattan, bailando en lugares emblemáticos como el Rockefeller Center, el Hotel Plaza o el Museo de Arte Moderno, que servían de telón de fondo para los números de producción del programa. Entre las estrellas invitadas se encontraban el coreógrafo Gower Champion, la estrella británica de la comedia musical Tommy Steele y la cantante Damita Jo DeBlanc. En 1967, Allen presentó un especial de televisión para la NBC, Woody Allen Looks at 1967. En él participaron Liza Minnelli, que actuó junto a Allen en algunos sketches, Aretha Franklin, como invitada musical, y el escritor conservador William F. Buckley, como invitado principal. En 1969, Allen presentó su primer especial estadounidense para la cadena de televisión CBS, The Woody Allen Special, que incluía sketches con Candice Bergen, una actuación musical de The 5th Dimension y una entrevista humorística entre Allen y Billy Graham.
Allen también hizo rutinas de stand up en otras series, incluyendo The Andy Williams Show y The Perry Como Show, donde interactuó con otros invitados y ocasionalmente cantó. En 1971, Allen fue presentador de uno de sus últimos Tonight Shows, que incluyó como invitados a Bob Hope y James Coco.Hope elogió a Allen en el show, llamándolo «uno de los mejores talentos jóvenes en el mundo del espectáculo y un gran deleite». La revista Life puso a Allen en la portada de su número del 21 de marzo de 1969.

### Dramaturgo

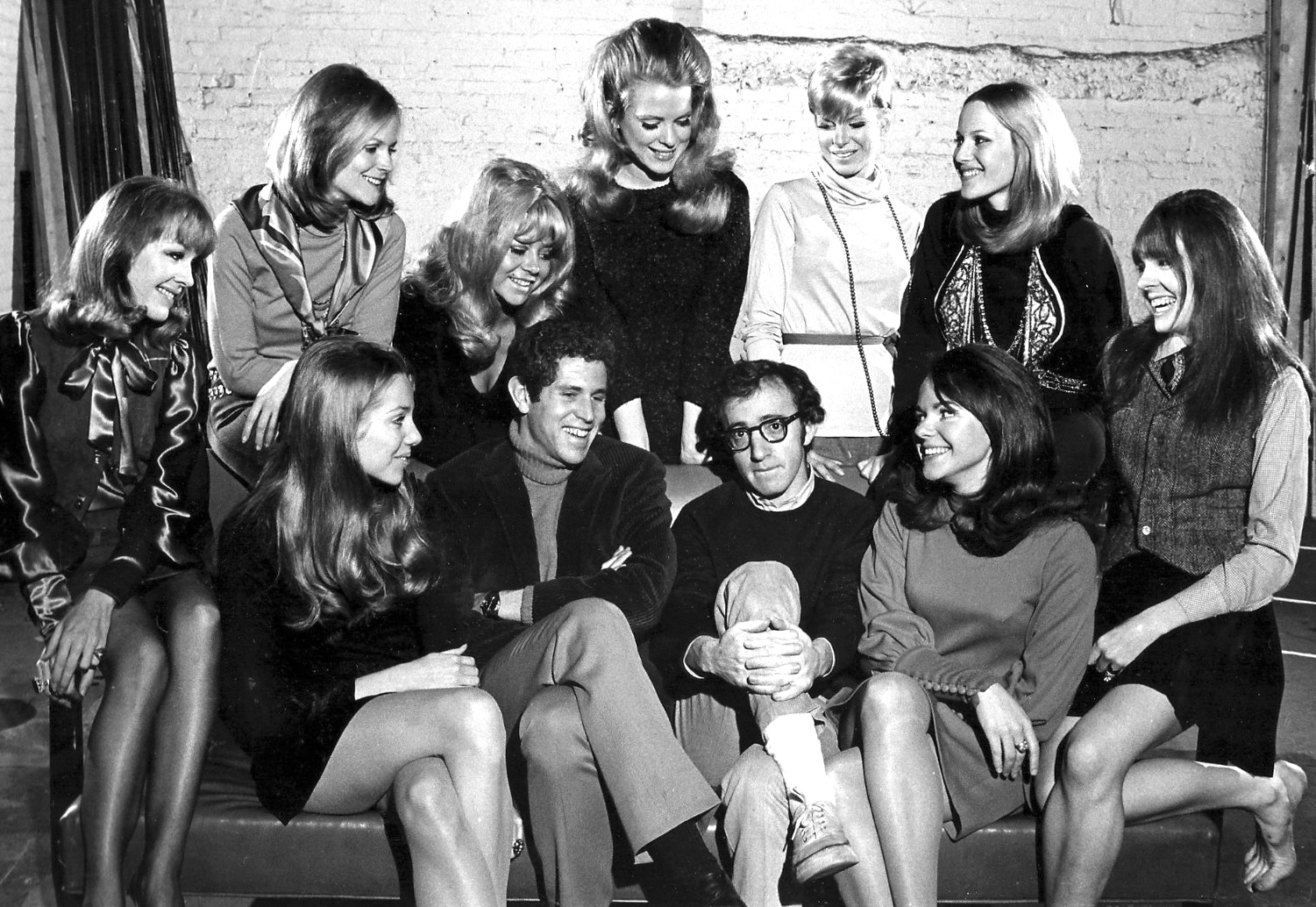
Allen con el elenco de Broadway de Play It Again, Sam (1969).

En 1966, Allen escribió la obra de teatro Don't Drink the Water. La obra fue protagonizada por Lou Jacobi, Kay Medford, Anita Gillette y el futuro coprotagonista de Allen, Tony Roberts. Una adaptación cinematográfica de la obra, dirigida por Howard Morris, fue lanzada en 1969, protagonizada por Jackie Gleason. Como no estaba particularmente contento con esa versión, en 1994 Allen dirigió y protagonizó una segunda versión para televisión, con Michael J. Fox y Mayim Bialik.
La siguiente obra que Allen escribió para Broadway fue Play It Again, Sam, en la que también protagonizó. La obra se estrenó el 12 de febrero de 1969 y tuvo 453 funciones. Su elenco incluía a Diane Keaton y Roberts. La obra fue significativa para la incipiente carrera de Keaton, y ella dijo que estaba «impresionada» con Allen incluso antes de audicionar para su papel, lo que constituyó la primera vez que lo conocía. En una entrevista de 2013, Keaton dijo que «se enamoró de él de inmediato» y agregó: «Quería ser su novia, así que hice algo al respecto». Después de coprotagonizar junto a Allen en la versión cinematográfica posterior de Play It Again, Sam, más tarde coprotagonizó El dormilón, Love and Death, Annie Hall, Interiores y Manhattan. «Me mostró cómo eran las cosas y seguí su ejemplo. Es la persona más disciplinada que conozco. Trabaja muy duro», dijo Keaton.
En 1981, la obra de Allen The Floating Light Bulb, protagonizada por Danny Aiello y Bea Arthur se estrenó en Broadway y tuvo 65 funciones. Si bien recibió críticas mixtas, dio una visión autobiográfica de la infancia de Allen, específicamente su fascinación por los trucos de magia. La obra, ambientada en 1945, es una historia semiautobiográfica de una familia de clase media baja de Brooklyn. El crítico Frank Rich del New York Times escribió una tibia reseña de la obra, afirmando que «hay algunas risas, algunos personajes bien formados, y, en el tercer acto, una escena bellamente escrita que lleva a una conmovedora cortina final». Rich la comparó con la obra de Tennessee Williams. Allen ha escrito varias obras de un solo acto, incluyendo Riverside Drive, Old Saybrook, y A Second Hand Memory explorando temas conocidos de Allen.
El 20 de octubre de 2011, la obra de un acto de Allen Honeymoon Motel se estrenó en Broadway como parte de una pieza más grande titulada Relatively Speaking, con otras dos obras de un acto, una de Ethan Coen y otra de Elaine May.
El 11 de marzo de 2014, el musical Bullets Over Broadway de Allen se estrenó en Broadway en el Teatro St. James. El espectáculo fue dirigido y coreografiado por Susan Stroman y protagonizado por Zack Braff, Nick Cordero y Betsy Wolfe. La producción recibió críticas mixtas, y The Hollywood Reporter escribió de ella. «este espectáculo espumoso ciertamente muestra una dirección de arte deslumbrante, así como actos efervescentes». Allen recibió una nominación al Premio Tony al Mejor Libro de un Musical. El espectáculo recibió seis nominaciones a Tony.

### Primeras películas (1965–1976)
La primera película de Allen fue la producción de Charles K. Feldman What's New, Pussycat? (1965), para la cual escribió el guion. Allen quedó decepcionado con el producto final, que lo inspiró a dirigir cada una de las películas que escribió después, con la excepción de Play it Again, Sam. El primer esfuerzo de dirección de Allen fue What's Up, Tiger Lily? (1966, coescrita con Mickey Rose), en la que una película japonesa de espías ya existente, Kokusai himitsu keisatsu: Kagi no kagi (Policía secreta internacional: Llave de llaves; 1965), fue doblada de nuevo al inglés por parte de Allen y sus amigos agregando un nuevo diálogo cómico. En 1967, Allen interpretó a Jimmy Bond en la parodia de James Bond,Casino Royale. 
En 1969, Allen dirigió, protagonizó y coescribió (con Mickey Rose) Take the Money and Run, a la que considera su verdadero debut directorial en el cine. La película fue dirigida como una «parodia de un falso documental» sobre un inepto ladrón de bancos interpretado por Allen. La cinta recibió críticas positivas, y el crítico Vincent Canby del The New York Times escribió: «Allen ha hecho una película que es, en efecto, un largometraje de comedia de dos carretes, algo muy especial, excéntrico y gracioso». Allen recibió una nominación al premio de la Writers Guild of America y luego firmó un acuerdo con United Artists para producir varias películas. Esas películas finalmente se convirtieron en Bananas (1971, coescrita con Rose), Everything You Always Wanted to Know About Sex* (*But Were Afraid to Ask) (1972), El dormilón (1973) y Love and Death (1975).
Durante la década de 1970, Allen escribió y protagonizó películas conocidas después como su obra «temprana y graciosa». En 1971 hizo Bananas, en la que interpreta a Fielding Mellish, un neoyorquino inútil que viaja a América Latina, donde se convierte sin querer en el líder de un país en medio de una revolución. La película fue protagonizada también por Louise Lasser (para entonces su novia) y Carlos Montalbán. Incluye también una breve aparición de Sylvester Stallone como ladrón de trenes y de Howard Cosell como él mismo. En una entrevista con Roger Ebert, Allen dijo respecto a filmar la película, «La gran y amplia comedia de risas es una forma que raramente se hace estos días y a veces pienso que es el tipo de película más difícil de hacer... con una comedia como “Bananas”, si no te ríes es porque estás muerto, porque risas son lo único que hay».
Al año siguiente, rodó la comedia de antología Everything You Always Wanted to Know About Sex* (*But Were Afraid to Ask), basada en el libro homónimo de 1969. Está protagonizada por Allen, Gene Wilder, Lou Jacobi, Anthony Quayle, Tony Randall y Burt Reynolds. La película recibió críticas mixtas, y Time escribió, «los chistes son viejos, y las buenas ideas maníacas se están coagulando en fórmulas». El mismo año, Allen escribió y protagonizó la versión cinematográfica de Play It Again, Sam, dirigida por Herbert Ross y coprotagonizada por Diane Keaton (su primera colaboración cinematográfica). Volvió a reunirse con Keaton en El dormilón (1973), sobre un hombre congelado criogénicamente y posteriormente descongelado en una distopía de ciencia ficción. Allen ha dicho que la película es un homenaje a Groucho Marx y Bob Hope. El dormilón fue el primero de cuatro guiones coescritos por Allen y Marshall Brickman.
Allen volvió a colaborar con Keaton en la comedia Love and Death (Amor y muerte; 1975), ambientada en la época napoleónica y una sátira de la literatura y el cine rusos. Vincent Canby, de The New York Times, la calificó como la «mejor obra» de Allen hasta la fecha. En 1976 interpretó al cajero Howard Prince en The Front, dirigida por Martin Ritt. The Front fue un relato humorístico y conmovedor de las listas negras de Hollywood durante los años 1950; Ritt, el guionista Walter Bernstein y tres de los compañeros de reparto de Allen, Samuel «Zero» Mostel, Herschel Bernardi y Lloyd Gough, habían sido incluidos en la lista negra. 

### Carrera establecida: 1977–1989
Luego vinieron dos de las películas más populares de Allen: Annie Hall y Manhattan. Annie Hall (1977) ganó cuatro premios de la Academia, incluyendo Mejor película, Mejor actriz en un papel principal para Diane Keaton, Mejor guion original y Mejor director para Woody Allen. Annie Hall estableció el estándar para la comedia romántica moderna y prendió la chispa de una tendencia de moda con la ropa que Keaton usó en la película. En una entrevista con la periodista Katie Couric, Keaton no negó que Allen escribió el papel para ella y sobre ella. La película está en el puesto 35 en las «100 mejores películas» del American Film Institute y en el cuarto en la lista de AFI de las «100 mejores comedias». 
Manhattan (1979) es una comedia romántica en blanco y negro que a menudo es vista como un homenaje a la ciudad de Nueva York. Tiene muchas escenas icónicas filmadas en la ciudad, incluyendo un montaje abierto de escenas alrededor de la ciudad, y las siluetas de Allen y Keaton sentados en un banco junto al Puente de Queensboro. Como en muchas películas de Allen, los principales protagonistas son escritores y académicos de clase media alta. Manhattan se centra en la complicada relación entre Isaac Davis (Allen) de mediana edad y Tracy (Mariel Hemingway), de diecisiete años, y es coprotagonizada por  Diane Keaton y Meryl Streep. Fue un éxito en taquillas y con la crítica, y recibió dos nominaciones a los Premios de la Academia, para Hemingway como Mejor actriz de reparto, y para Allen por su guion. Keaton, quien hizo ocho películas con Allen, dijo: «Simplemente tiene una mente diferente a la de todo el mundo. Es audaz. Tiene mucha fuerza, mucho coraje en términos de su trabajo. Y eso es lo que se necesita para hacer algo realmente único. Junto con una imaginación genial».
Las películas de Allen en los años 1980, incluso las comedias, se volvieron sombrías con matices filosóficos, y están influenciadas por directores europeos, específicamente Ingmar Bergman y Federico Fellini. Stardust Memories se basó en 8½, a la que parodia, y en Fresas salvajes. A Midsummer Night's Sex Comedy fue adaptada de Sonrisas de una noche de verano. En Hannah y sus hermanas, parte de la estructura y el trasfondo de la película son tomados de Fanny y Alexander. Amarcord inspiró Días de Radio. Septiembre se asemeja a la Autumn Sonata de Bergman. Otra mujer y Crimes and Misdemeanors tienen elementos que recuerdan a Fresas salvajes.
Stardust Memories (1980) se centra en Sandy Bates, un exitoso cineasta interpretado por Allen, que expresa resentimiento y desprecio por sus fanáticos. Agobiado por la reciente muerte de un amigo por enfermedad, Bates dice: «Ya no quiero hacer películas graciosas» y hay un chiste recurrente que incluye a varias personas (incluyendo visitantes extraterrestres) en el que le dicen que aprecian sus películas, «especialmente las tempranas y graciosas». Allen cree que ésta es una de sus mejores películas.
A Midsummer Night's Sex Comedy (1982) fue la primera película que Allen hizo protagonizada por Mia Farrow, quien cubrió el papel de Diane Keaton al estar ésta filmando Reds. Allen produjo luego una parodia tragicómica vívidamente idiosincrásica del documental, Zelig, en la que interpretó a Leonard Zelig, un hombre que tiene el poder de transformar su apariencia a la de las personas que lo rodean.
Allen ha combinado elementos trágicos y cómicos en películas como Hannah y sus hermanas (1986) y Crimes and Misdemeanors (1989), en las que cuenta dos historias que se conectan al final. También hizo tres películas sobre el mundo del espectáculo: Broadway Danny Rose, en la que interpreta a un desafortunado agente de la industria del espectáculo de Nueva York, The Purple Rose of Cairo, ambientada durante la Gran Depresión, una película que muestra la importancia del cine durante esta época y en la que un personaje de película cobra vida para enamorar a una ama de casa infeliz, y Días de radio, una película sobre su infancia en Brooklyn y la importancia de la radio. La película fue coprotagonizada por Farrow en un papel que Allen escribió específicamente para ella.The Purple Rose of Cairo fue nombrada por Time como una de las 100 mejores películas de todos los tiempos. Allen la calificó como una de sus tres mejores películas junto con Stardust Memories y Match Point. Por «mejor» dijo que se refería a que eran las que se acercaban más a su visión. En 1989, Allen y los directores Francis Ford Coppola y Martin Scorsese hicieron Historias de Nueva York, una película antológica sobre los neoyorquinos. El corto de Allen, Oedipus Wrecks, trata sobre un abogado neurótico y su madre crítica. El crítico de cine Vincent Canby de The New York Times elogió el segmento llamándolo una «invaluable contribución» a la película.

### 1990-2004: Trabajo continuado
La película de Allen de 1991 Shadows and Fog es un homenaje en blanco y negro a los expresionistas alemanes e incluye la música de Kurt Weill. Allen hizo luego su aclamado drama cómico Husbands and Wives (1992), que recibió dos nominaciones al Oscar: Mejor actriz de reparto para Judy Davis y Mejor guion original para Allen. Manhattan Murder Mystery (1993) combinó el suspenso con el humor negro y marcó el regreso de Diane Keaton, Alan Alda y Anjelica Huston. 
Allen regresó a hacer películas más ligeras como Bullets over Broadway (1994), que obtuvo una nominación al Premio de la Academia al Mejor Director, seguido de un musical, Everyone Says I Love You (1996). Las escenas de canto y baile en Everyone Says I Love You son similares a los musicales protagonizados por Fred Astaire y Ginger Rogers. La comedia Mighty Aphrodite (1995), en la que el drama griego juega un papel importante, ganó un Premio de la Academia a la Mejor Actriz de Reparto para Mira Sorvino. Sweet and Lowdown, una comedia dramática basada en el jazz de 1999, fue nominada para dos Premios de la Academia, por Sean Penn (Mejor actor) y Samantha Morton (Mejor actriz de reparto). En contraste con estas películas más ligeras, Allen viró hacia una sátira más oscura hacia el final de la década con Deconstructing Harry (1997) y Celebrity (1998). 
Durante esta década, Allen también protagonizó la película de televisión The Sunshine Boys (1995), basada en la obra de Neil Simon del mismo nombre,e hizo una «aparición» telefónica en un episodio de 1997 de la comedia situacional Just Shoot Me!, llamado «Mi cena con Woody», que rendía tributo a varias de sus películas. También hizo la voz del personaje de 'Z' en la primera película animada de DreamWorks, Antz (1998), que contó con muchos actores con los que Allen había trabajado. El personaje de Allen era similar a sus papeles más tempranos.
Small Time Crooks (2000) fue la primera película de Allen con el estudio DreamWorks y representó un cambio de dirección: comenzó a dar más entrevistas e intentó volver a sus raíces de comedia física. La película es similar a la película de 1942 Larceny, Inc. (basada en una obra de S. J. Perelman). Allen nunca ha declarado si esto fue deliberado o si su película se inspiró en aquella de alguna manera. Small Time Crooks fue un relativo éxito financiero, recaudando alrededor de 17 millones de dólares en los EE. UU., pero las siguientes cuatro películas de Allen fracasaron en la taquilla, incluida la película más costosa de Allen, La maldición del escorpión de jade (con un presupuesto de 26 millones de dólares). Hollywood Ending, Anything Else, y Melinda y Melinda tienen calificaciones de «podridas» en el sitio web de crítica de cine Rotten Tomatoes y cada una ganó menos de 4 millones de dólares a nivel doméstico.Algunos críticos afirmaron que las películas de principios de los años 2000 de Allen eran mediocres y expresaron su preocupación de que sus mejores años habían quedado atrás. Otros críticos fueron menos severos. En una reseña de la poco popular Melinda and Melinda, Roger Ebert escribió: «No puedo evitar la sospecha de que si Woody nunca hubiera hecho una película previa, si cada película nueva fuera el debut de Woody en el festival de Sundance, obtendría una mejor recepción. Su reputación no es un tiburón muerto sino un albatros, que con economía admirable Allen ha preparado para que los críticos se lo cuelguen en sus propios cuellos».
Allen fue elegido miembro de la Academia Americana de Artes y Ciencias en 2001.

### 2005–2014: Resurgencia de su carrera

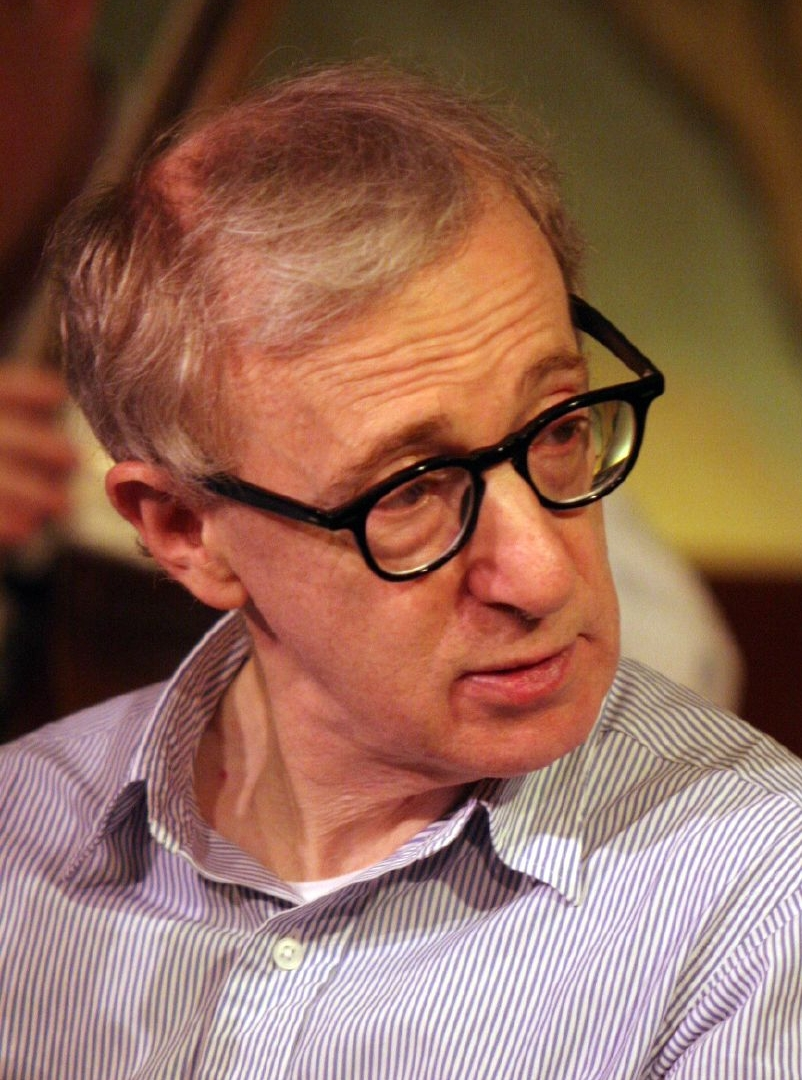
Allen en 2006

En una entrevista de 2004 Allen afirmó: «Las cosas han cambiado mucho en los Estados Unidos, y es difícil hacer buenas películas pequeñas ahora. A los avariciosos estudios no les interesan en lo mímino las buenas películas—si consiguen una película buena se ponen doblemente felices pero su objetivo son las películas que hagan dinero. Solo quieren películas de $100 millones de dólares que les ganen $500 millones».Allen viajó a Londres, donde hizo Match Point (2005) una de sus películas más exitosas de la década, obteniendo críticas positivas. Ambientada en Londres, fue protagonizada por Jonathan Rhys Meyers y Scarlett Johansson. Es notablemente más oscura que sus primeras cuatro películas con DreamWorks SKG. En Match Point, Allen cambia su enfoque de la clase alta intelectual de Nueva York a la clase alta adinerada de Londres. La película ganó más de 23 millones de dólares a nivel doméstico (más que cualquiera de sus películas en casi 20 años) y más de 62 millones de dólares en ventas internacionales en taquilla. Match Point le valió a Allen su primera nominación al Premio de la Academia desde 1998, por Mejor Guion original, con nominaciones como director y guionista en los Globos de Oro, sus primeras nominaciones al Globo desde 1987. En una entrevista de 2006 con Premiere Magazine, dijo que era la mejor película que había hecho. 

Allen llegó a un acuerdo para filmar Vicky Cristina Barcelona en Avilés, Barcelona y Oviedo, España, donde el rodaje comenzó el 9 de julio de 2007. La película contó con Scarlett Johansson, Javier Bardem, Rebecca Hall y Penélope Cruz.Tuvo su estreno en el Festival de Cannes de 2008 con críticas exultantes y se convirtió en un éxito en taquillas. Vicky Cristina Barcelona ganó el Globo de oro a Mejor Película - Musical o Comedia en los premios Globo. Cruz recibió el Premio de la Academia a la mejor actriz de reparto. 

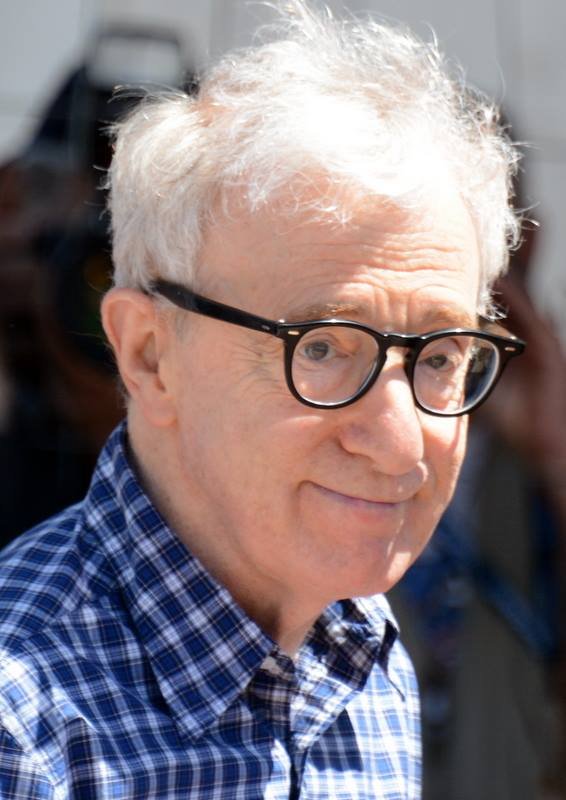
Woody Allen en el Festival de Cannes 2015

En abril de 2008 comenzó a filmar Whatever Works, una película dirigida más a un público maduro, protagonizada por Larry David, Patricia Clarkson, y Evan Rachel Wood. Lanzada en 2009 y descrita como una comedia oscura, narra la historia de un intento fallido de suicidio convertido en un complicado triángulo amoroso. Whatever Works fue escrita por Allen en los años 1970, y el personaje de David fue escrito originalmente para Zero Mostel, quien murió el año que salió Annie Hall. You Will Meet a Tall Dark Stranger, filmada en Londres, está protagonizada por Antonio Banderas, Josh Brolin, Anthony Hopkins, Anupam Kher, Freida Pinto y Naomi Watts. La filmación comenzó en julio de 2009. Fue estrenada en cines en los Estados Unidos el 23 de septiembre de 2010, luego de un debut en Cannes en mayo de 2010, y una proyección en el Festival Internacional de Cine de Toronto el 12 de septiembre de 2010. 
Allen anunció que su próxima película se titularía Medianoche en París protagonizada por Owen Wilson, Marion Cotillard, Rachel McAdams, Michael Sheen, Corey Stoll, Allison Pill, Tom Hiddleston, Adrien Brody, Kathy Bates y Carla Bruni, la primera dama de Francia en el momento de la producción. La película sigue a una joven pareja comprometida en París que ve transformadas sus vidas. Se estrenó en el Festival de Cine de Cannes 2011 el 12 de mayo de 2011. Allen dijo que quería «mostrar la ciudad emocionalmente» durante la conferencia de prensa. «Solo quería que fuera de la manera que veía a París: París a través de mis ojos», agregó. La película fue elogiada casi universalmente, recibiendo una calificación de 93 % en Rotten Tomatoes. Medianoche en París ganó el premio de la Academia a Mejor Guion Original y se convirtió en su película más taquillera, ganando $151 millones de dólares en todo el mundo con un presupuesto de 17 millones de dólares.
Su siguiente película, To Rome with Love, fue una comedia ambientada en Roma estrenada en 2012 y protagonizada por Jesse Eisenberg, Elliot Page, Alec Baldwin, Penélope Cruz, Greta Gerwig y Judy Davis. La película está estructurada en cuatro bloques con diálogos en italiano e inglés. Marcó el regreso de Allen a la actuación desde su último papel en Scoop.Bob Mondello le dio una crítica mixta, escribiendo «To Rome with Love es solo espuma—un muestriario romántico con uno que otro chiste decente y hermosos trasfondos romanos. Es fácil de pasar, pero debo decir que es interesante menos por lo que es que por cómo es».

La siguiente película de Allen, Blue Jasmine, se estrenó en julio de 2013. La película se desarrolla en San Francisco y Nueva York, y está protagonizada por Alec Baldwin, Cate Blanchett, Louis CK, Andrew Dice Clay, Sally Hawkins y Peter Sarsgaard. Abriendo a la aclamación de la crítica, la película le valió a Allen otra nominación al Premio de la Academia al Mejor Guion Original, y Blanchett recibió el Premio de la Academia a la Mejor Actriz.Eric Kohn de IndieWire la llamó «su película más importante en años». Allen coprotagonizó junto a John Turturro en Fading Gigolo, escrita y dirigida por Turturro, que se estrenó en septiembre de 2013. También en 2013, Allen filmó la comedia romántica Magic in the Moonlight con Emma Stone y Colin Firth en Niza, Francia. La película se desarrolla en los años 1920 en la Riviera francesa.Constituyó un éxito modesto en términos económicos, ganando $51 millones de dólares con un presupuesto de $16 millones. En su reseña para la BBC, Owen Gleiberman escribió de ella «Magic in the Moonlight es el brebaje más gratificantemente ligero de Allen en un buen tiempo, pero es también una comedia que insiste, en últimas, en defender de manera excesivamente racional el poder de lo irracional».
De julio a agosto de 2014, Allen filmó el drama de misterio Irrational Man en Newport, Rhode Island, con Joaquin Phoenix, Emma Stone, Parker Posey y Jamie Blackley. Allen dijo que esta película, así como las tres siguientes que había planeado, contó con el financiamiento y el pleno apoyo de Sony Pictures Classics. Jonathan Romney de Film Comment le dio a la película una reseña mixta, elogiando la actuación de Stone, pero llamando a la película «desconcertantemente impersonal—con mayor razón en tanto lleva abiertamente ciertas marcas tradicionales de su marca personal patentada, siendo una comedia de costumbres intelectual-ligera, salpicada de chistes internos literarios».

### 2015 al presente
El 14 de enero de 2015, se anunció que Allen escribiría y dirigiría una serie de televisión de episodios de media hora para Amazon Studios, fue la primera vez que desarrolló un programa de televisión. Estaría disponible exclusivamente en Amazon Prime Instant Video, y Amazon Studios ya había ordenado una temporada completa. Allen dijo de la serie: «No sé cómo me metí en esto. No tengo ideas y no estoy seguro de por dónde empezar. Supongo que Roy Price [el jefe de Amazon Studios] se arrepentirá de esto».En el Festival de Cine de Cannes 2015, Allen dijo, en referencia a su próximo programa en Amazon, «Fue un error catastrófico. No sé lo que estoy haciendo. Estoy trastabillando. Espero que esto vaya a ser una vergüenza cósmica». El 30 de septiembre de 2016, Amazon Video estrenó la primera producción de la serie de televisión de Allen, Crisis in Six Scenes. La serie es una comedia que tiene lugar durante los años 1960. Se centra en la vida de una familia suburbana después de que un visitante sorpresa crea el caos entre ellos. Está protagonizada por Allen junto a Elaine May y Miley Cyrus. Cyrus interpreta a una fugitivo radical hippie que vende marihuana.
Su siguiente película, Café Society, fue protagonizada por un reparto coral que incluyó a Jesse Eisenberg, Kristen Stewart y Blake Lively. Bruce Willis iba a ser uno de los coprotagonistas, pero fue reemplazado por Steve Carell durante la filmación. La película es distribuida por Amazon Studios y debutó en el Festival de Cine de Cannes 2016 el 11 de mayo de 2016, siendo la tercera vez que Allen abrió el festival.Peter Bradshaw de The Guardian le dio unra revisión positiva a la película, escribiendo que «La película se ve deslumbrante, con escenas de Nueva York que traen a la memoria imágenes de la gran obra de Allen, Manhattan, pero con todo y su maravillosa composición, hay algo casi de turista en ambas, así como en su evocación del Hollywood de la época dorada, como en sus homenajes a París o Roma. Allen pone todo junto en sus momentos finales que conjuran algo inesperadamente melancólico y astutamente juzgado. Tiene entretenimiento y encanto».
En septiembre de 2016, Allen comenzó a filmar Wonder Wheel, ambientada en los años 1950 en Coney Island, y protagonizada por Kate Winslet, Justin Timberlake, Juno Temple y Jim Belushi. La película sirvió como la selección de la noche de clausura en el 55 ° Festival de Cine de Nueva York el 15 de octubre de 2017, y fue estrenada en cines el 1 de diciembre de 2017, como la primera película auto-distribuida a salas por Amazon Studios.La película recibió reseñas mixtas, aunque los críticos elogiaron la actuación de Winslet. Owen Gleiberman de Variety escribió que «Wonder Wheel  no es una comedia—por el contrario, se siente a menudo como el drama de lavaplatos más serio que Clifford Odets jamás haya escrito. Puede o no resultar ser una película que gane premios, pero es una buena salida en la noche, y eso no es poca cosa». En 2017 Allen recibió una ovación de pie cuando hizo una inusual aparición pública en la ceremonia de los premios del 45.º Tributo Anual a la Carrera de Toda Una Vida para Diane Keaton. Antes de entregarle el premio a Keaton, Allen habló de su larga colaboración y amistando, afirmando que «Desde el mismo momento que la conocí se convirtió en una gran, gran inspiración para mí. Mucho de lo que he logrado en mi vida se lo debo a ella sin duda».
Allen volvió a rodar en la ciudad de Nueva York con la película romántica A Rainy Day in New York, protagonizada por Timothée Chalamet, Selena Gomez, Elle Fanning, Jude Law, Diego Luna, Liev Schreiber y Rebecca Hall. La producción en Nueva York comenzó en septiembre de 2017. Durante el lanzamiento de la película, Chalamet, Gómez y Hall anunciaron, a la luz del movimiento #MeToo, que donarían sus salarios a varias organizaciones benéficas.La película recibió críticas mixtas pero ganó elogios por sus actuaciones. En febrero de 2019 se anunció que Amazon Studios había abandonado A Rainy Day in New York y ya no financiaría, produciría o distribuiría películas más con Allen. Allen presentó una demanda por $68 millones de dólares, alegando que Amazon dio «razones vagas» para rescindir el contrato, que abandonó la película con base en «una acusación sin fundamento de hace 25 años» y que no realizó pagos. Tras una demora de más de un año, la película fue lanzada en los Estados Unidos el 9 de octubre de 2020, por el MPI Media Group y Signature Entertainment.
En febrero de 2019, Allen se asoció con Mediapro, una compañía independiente de películas para televisión de España, para desarrollar su próxima película, Rifkin's Festival. En mayo de 2019 Variety magazine confirmó que el elenco de la película incluiría al ganador del Oscar Christoph Waltz, Elena Anaya, Louis Garrel, Gina Gershon, Sergi López y Wallace Shawn y sería producido por Gravier Productions. A finales de octubre de 2019, en el Rifkin's Festival completó la filmación y entró en posproducción con el estreno previsto para estar en España en 2020.
En mayo de 2019, se anunció que Allen había escrito un libro de memorias y la había intentado vender a varios editores prominentes que la rechazaron. El 2 de marzo de 2020, se anunció que Grand Central Publishing lanzaría la esperada autobiografía de Allen titulada, Apropos of Nothing, que se lanzó el 7 de abril de 2020, El libro se publicó en los Estados Unidos, Canadá, Italia, España y Francia, entre otros. Según el editor, el libro es un «relato exhaustivo de la vida de Allen, tanto personal como profesional, y describe su trabajo en películas, teatro, televisión, clubes nocturnos y prensa... Allen también escribe sobre sus relaciones con familiares, amigos, y los amores de su vida».
La decisión de publicar el libro fue recibida con una reacción violenta de Ronan Farrow, quien cortó los lazos con el editor, junto a Dylan Farrow, quien también respondió al anuncio del lanzamiento afirmando: «La publicación de Hachette de las memorias de Woody Allen es profundamente molesta para mí personalmente y una traición total a mi hermano». El 5 de marzo de 2020, 75 empleados de Grand Central Publishing realizaron una huelga para protestar por el libro. El 6 de marzo, el editor anunció en un comunicado que el lanzamiento del libro se cancelaba y los derechos serían devueltos a Allen diciendo: «La decisión de cancelar el libro del Sr. Allen fue difícil. En los últimos días, el liderazgo de HBG conversaciones extensas con nuestro personal y otros. Después de escuchar, llegamos a la conclusión de que seguir con la publicación no sería factible para HBG».
El novelista Stephen King criticó la decisión de Hachette de retirar el libro, diciendo que «me inquieta mucho. No es él; no me importa un bledo el señor Allen. Lo que me preocupa es a quién molestarán después». La directora ejecutiva de PEN America, Suzanne Nossel, también criticó la decisión. El 6 de marzo de 2020, Manuel Carcassonne, de la sucursal francesa de Hachette, la editorial Stock, anunció que publicaría el libro si Allen lo permitía. El 23 de marzo de 2020, Arcade publicó las memorias en inglés y La nave di Teseo lo publicó en italiano.
En junio de 2020, Allen apareció en el pódcast de Alec Baldwin Here the Thing y habló sobre su carrera como comediante, escritor de comedia y cineasta, así como su vida durante la pandemia de COVID-19.

### Teatro

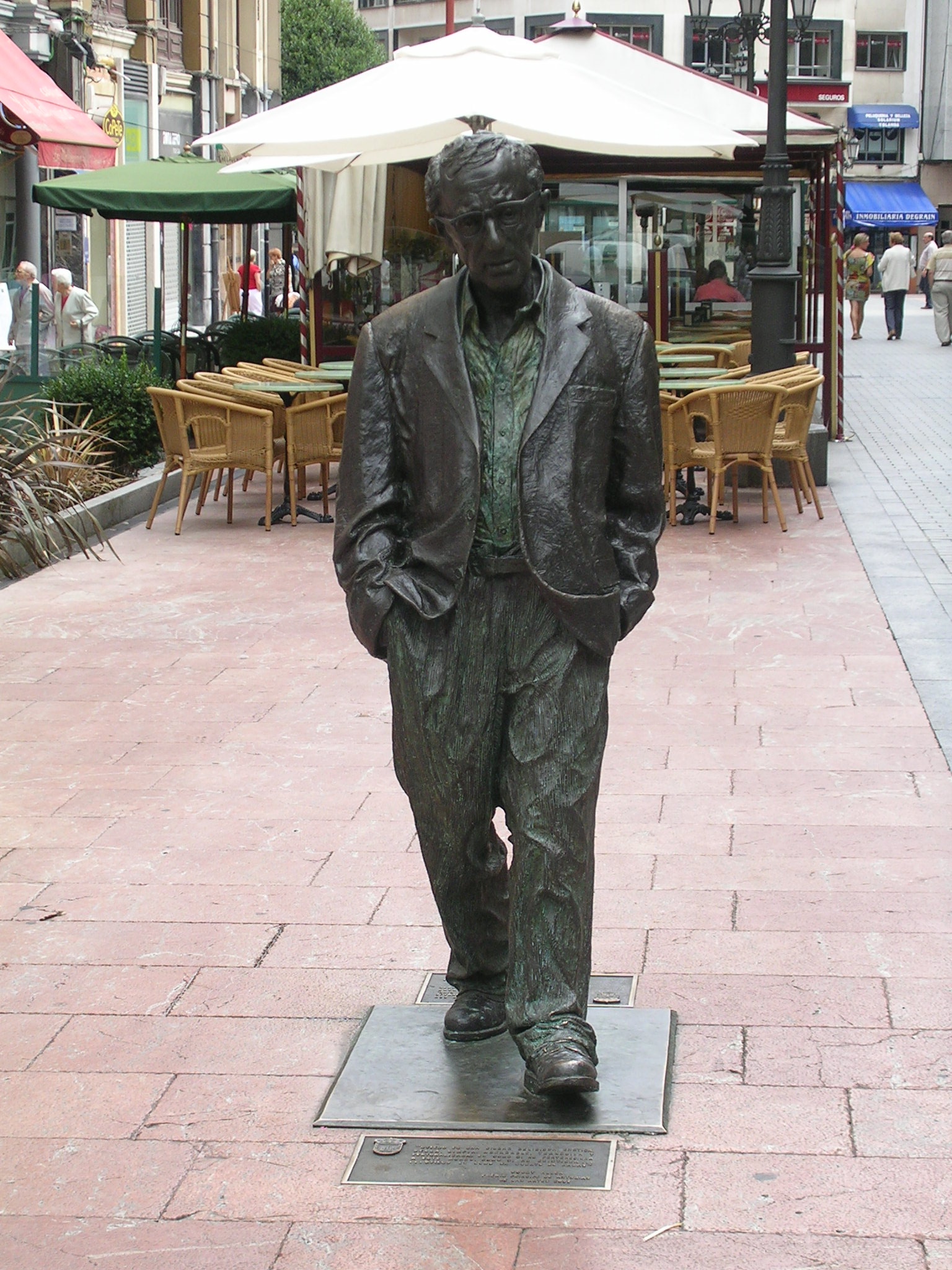
Estatua de tamaño natural de Woody Allen en Oviedo, España

Aunque es más conocido por sus películas, Allen ha disfrutado de una exitosa carrera en el teatro, comenzando ya en 1960, cuando escribió sketchs para la revista De la A a la Z. Su primer gran éxito fue Don't Drink the Water, que se inauguró en 1968, y tuvo 598 actuaciones durante casi dos años en Broadway. Su éxito continuó con Play It Again, Sam, que abrió en 1969, protagonizada por Allen y Diane Keaton. El espectáculo tuvo 453 actuaciones y fue nominado para tres premios Tony, aunque ninguna de las nominaciones fue para el guion o actuación de Allen.
En los años 1970, Allen escribió una serie de obras de un solo acto, en particular God and Death, que se publicaron en su colección de 1975 Without Feathers. En 1981, la obra de Allen The Floating Light Bulb se estrenó en Broadway. Fue un éxito crítico y un fracaso comercial. A pesar de las dos nominaciones al Premio Tony, un premio Tony por la actuación de Brian Backer (quien ganó el Premio Mundial de Teatro 1981 y un Premio Drama Desk por su trabajo), la obra solo tuvo 62 actuaciones. Después de un largo receso en el escenario, Allen regresó al teatro en 1995 con el Central Park West de un acto, una entrega en una noche de teatro, Death Defying Acts, que también incluyó nuevos trabajos de David Mamet y Elaine May.
Durante los años siguientes, Allen no tuvo una participación directa en el escenario, pero se produjeron producciones notables de su trabajo. Se realizó una producción de God en el Centro Cultural del Banco de Brasil en Río de Janeiro, y las adaptaciones teatrales de las películas de Allen Bullets Over Broadway y September se produjeron en Italia y Francia, respectivamente, sin la participación de Allen. En 1997, los rumores de que Allen regresó al teatro para escribir un papel protagonista para su esposa Soon-Yi Previn resultaron ser falsos. En 2003, Allen finalmente regresó al escenario con Writer's Block, una noche de dos actos en uno: Old Saybrook y Riverside Drive, que se hicieron en Off-Broadway. La producción marcó su debut como director de escena y agotó toda la carrera. También en 2003 aparecieron informes de Allen escribiendo el libro para un musical basado en Bullets Over Broadway, y se estrenó en Nueva York en 2014. El musical cerró el 24 de agosto de 2014, después de 156 actuaciones y 33 avances.
En 2004, la primera obra de larga duración de Allen desde 1981, A Second Hand Memory, fue dirigida por Allen y disfrutó de una carrera extendida en Off-Broadway. En junio de 2007 se anunció que Allen haría dos debuts creativos más en el teatro, dirigiendo una obra que no escribió y dirigiendo una ópera, una reinterpretación de Gianni Schicchi de Puccini para la Ópera de Los Ángeles que debutó en el Dorothy Chandler Pavilion el 6 de septiembre de 2008. Sobre su dirección de la ópera, Allen dijo: «No tengo idea de lo que estoy haciendo». Su producción de la ópera abrió el Festival de los Dos Mundos en la localidad italiana de Spoleto, en junio de 2009.
En octubre de 2011, la obra de un acto de Allen Honeymoon Motel se estrenó como una de una serie de obras de un acto en Broadway titulada Relatively Speaking. También contribuyen a las obras Elaine May y Ethan Coen con John Turturro dirigiendo. Se anunció en febrero de 2012 que Allen adaptaría Bullets over Broadway a un musical de Broadway. Se inauguró el 10 de abril de 2014 y se cerró el 24 de agosto de 2014.
En marzo de 2014, el musical Bullets Over Broadway de Allen se estrenó en el Teatro St. James. El elenco incluyó a Zach Braff, Nick Cordero y Betsy Wolfe. El espectáculo fue dirigido y coreografiado por Susan Stroman, conocida por dirigir las producciones teatrales y cinematográficas de The Producers de Mel Brooks. El espectáculo atrajo críticas mixtas de los críticos, pero recibió seis nominaciones a los premios Tony, incluyendo uno para Allen por mejor libro de un musical.

### Música

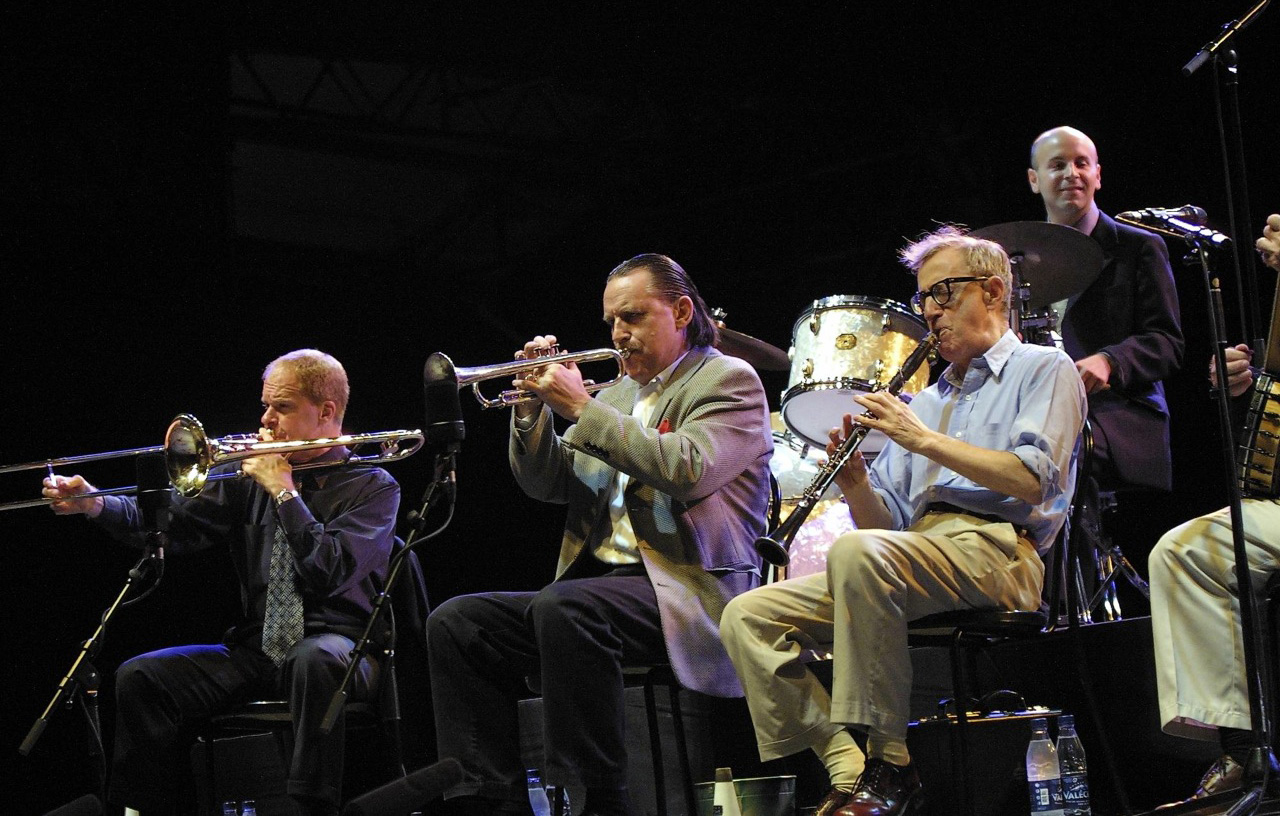
Woody Allen con Jerry Zigmont y Simon Wettenhall actuando en el Festival de Jazz de Vienne. Vienne, Francia, 20 de septiembre de 2003

Allen es un apasionado del jazz, que aparece a menudo en las bandas sonoras de sus películas. Comenzó a tocar el clarinete cuando era niño y tomó su nombre artístico del clarinetista Woody Herman. Ha actuado públicamente al menos desde fines de los años 1960, incluso con la Preservation Hall Jazz Band en la banda sonora de Sleeper.
Woody Allen y su New Orleans Jazz Band han estado tocando todos los lunes por la noche en el Hotel Carlyle de Manhattan durante muchos años especializándose en el jazz de Nueva Orleans desde principios del siglo XX. Toca canciones de Sidney Bechet, George Lewis, Johnny Dodds, Jimmie Noone y Louis Armstrong. El documental Wild Man Blues (dirigido por Barbara Kopple) narra una gira europea de 1996 por Allen y su banda, así como su relación con Previn. La banda lanzó los álbumes The Bunk Project (1993) y la banda sonora de Wild Man Blues (1997). En una revisión de 2011 de un concierto de la banda de jazz de Allen, el crítico Kirk Silsbee del Los Angeles Times sugirió que Allen debería ser considerado un aficionado musical competente con un sincero aprecio por el jazz temprano: «El clarinete de Allen no hará que nadie olvide a Sidney Bechet, Barney Bigard o Evan Christopher. Su tono afilado y las cadenas de notas staccato no pueden aproximarse al fraseo melódico o lírico. Aún su seriedad y la obvia consideración que tiene por el jazz tradicional cuenta para algo».
Allen y su banda tocaron en el Festival Internacional de Jazz de Montreal en dos noches consecutivas en junio de 2008. Durante muchos años quiso hacer una película sobre los orígenes del jazz en Nueva Orleans. Titulada provisionalmente American Blues, la película seguiría las diferentes carreras de Louis Armstrong y Sidney Bechet. Allen declaró que la película costaría entre ochenta y cien millones de dólares y, por lo tanto, es poco probable que se haga.

### Influencias
Allen ha dicho que fue influenciado enormemente por los comediantes Bob Hope, Groucho Marx, Mort Sahl, Charlie Chaplin, W. C. Fields, el dramaturgo George S. Kaufman, los cineastas Ingmar Bergman y Federico Fellini.
Muchos comediantes han citado a Allen como una influencia, incluidos Louis CK, Jon Stewart, Chris Rock, John Mulaney, Bill Hader, Aziz Ansari, Sarah Silverman, Seth MacFarlane, Seth Meyers, Bill Maher, Larry David, Albert Brooks, John Cleese y Garry Shandling.
Los cineastas que han citado a Allen como influencia incluyen a Wes Anderson, Greta Gerwig y Noah Baumbach.

## Trabajos

### Filmografía
Puede consultarse la filmografía completa de Woody Allen.
Selección de su filmografía: 
- What's Up, Tiger Lily? (1966)
- Take the Money and Run (1969)
- Bananas (1971)
- Sueños de un seductor (1972)
- Everything You Always Wanted to Know About Sex* (*But Were Afraid to Ask) (1972)
- El dormilón (1973)
- Love and Death (1975)
- The Front (1976)
- Annie Hall (1977)
- Interiores (1978)
- Manhattan (1979)
- Stardust Memories (1980)
- A Midsummer Night's Sex Comedy (1982)
- Zelig (1983)
- Broadway Danny Rose (1984)
- The Purple Rose of Cairo (1985)
- Hannah y sus hermanas (1986)
- Días de radio (1987)
- Septiembre (1987)
- Otra mujer (1988)
- Crimes and Misdemeanors (1989)
- Historias de Nueva York (segmento: Edipo reprimido) (1989)
- Alice (1990)
- Shadows and Fog (1991)
- Husbands and Wives (1992)
- Misterioso asesinato en Manhattan (1993)
- Bullets Over Broadway (1994)
- Poderosa Afrodita (1995)
- Everyone Says I Love You (1996)
- Deconstructing Harry (1997)
- Celebrity (1998)
- Sweet and Lowdown (1999)
- Small Time Crooks (2000)
- La maldición del escorpión de jade (2001)
- Hollywood Ending (2002)
- Anything Else (2003)
- Melinda y Melinda (2004)
- Match Point (2005)
- Scoop (2006)
- Cassandra's Dream (2007)
- Vicky Cristina Barcelona (2008)
- Whatever Works (2009)
- Conocerás al hombre de tus sueños (2010)
- Medianoche en París (2011)
- To Rome with Love (2012)
- Blue Jasmine (2013)
- Fading Gigolo (2013)
- Magic in the Moonlight (2014)
- Irrational Man (2015)
- Café Society (2016)
- Crisis in Six Scenes (2016)
- Wonder Wheel (2017)
- A Rainy Day in New York (2019)
- Rifkin's Festival (2020)
- Golpe de suerte (2023)

- Un día en Nueva York con Woody Allen (2024)

### Obras literarias
Allen acumula una notable producción de libros. Algunos de ellos son, por orden cronológico:
- Sin plumas. Barcelona: Tusquets; 1976. ISBN: 9788472235717
- Perfiles. Barcelona: Tusquets; 1980. ISBN: 978-8472235939
- Cuentos sin plumas. Barcelona: Círculo de Lectores; 1991. ISBN: 978-8422638377
- Aspirina para dos. Mk: Madrid; 1996. ISBN: 978-8473890175
- Manhattan. Barcelona: MaxiTusquets; 1999. ISBN: 978-8483106433
- Cómo acabar de una vez por todas con la cultura. Barcelona: Círculo de Lectores; 2002. ISBN: 978-8422696933
- Interiores. Barcelona: MaxiTusquets; 2002. ISBN: 978-8483108369
- La bombilla que flota. Barcelona: MaxiTusquets; 2006. ISBN: 978-8483104682
- No te bebas el agua. Barcelona: MaxiTusquets; 2006; ISBN: 978-8483104842
- Pura anarquía. Barcelona. MaxiTusquets; 2007; 978-8483830109
- A propósito de nada [autobiografía]. Madrid: Alianza Editorial: 2020. ISBN: 978-8491819950
- Gravedad cero. Alianza Editorial; 2022.

### Obras teatrales
Además de dirigir, escribir y actuar en películas, Allen ha escrito y actuado en varias producciones teatrales de Broadway. 
| Año  | Título                      | Crédito                             | Teatro                                 |
| ---- | --------------------------- | ----------------------------------- | -------------------------------------- |
| 1960 | De la A a la Z              | Escritor (libro)                    | Teatro Plymouth                        |
| 1966 | No beba el agua             | Escritor                            | Coconut Grove Playhouse Teatro Morosco |
| 1969 | Tócala otra vez, Sam        | Escritor e intérprete (Allan Felix) | Teatro Broadhurst                      |
| 1975 | Dios                        | Escritor                            | -                                      |
| 1975 | Muerte                      | Escritor                            | -                                      |
| 1981 | La bombilla flotante        | Escritor                            | Teatro Vivian Beaumont                 |
| 1995 | Central Park West           | Escritor                            | Teatro de artes de variedades          |
| 2003 | Viejo saybrook              | Escritor y director                 | Compañía de teatro atlántico           |
| 2003 | Riverside Drive             | Escritor y director                 | Compañía de teatro atlántico           |
| 2004 | Una memoria de segunda mano | Escritor y director                 | Compañía de teatro atlántico           |
| 2008 | Gianni Schicchi             | Director                            | Pabellón Dorothy Chandler              |
| 2011 | Motel de luna de miel       | Escritor                            | Teatro Brooks Atkinson                 |
| 2014 | Balas sobre Broadway        | Escritor (libro)                    | Teatro St. James                       |
| 2015 | Gianni Schicchi             | Director                            | Teatro real                            |
| 2019 | Gianni Schicchi             | Director                            | La Scala                               |

## Premios
En su carrera cinematográfica de más de 50 años, Allen ha recibido muchas nominaciones a los premios. Actualmente posee el récord de la mayor cantidad de nominaciones a los Premios de la Academia al Mejor Guion Original, con 16 nominaciones y tres ganadas (Annie Hall, Hannah y sus hermanas y Midnight in Paris). Allen ha sido nominado al Mejor Director siete veces y ganó por Annie Hall. Tres de las películas de Allen han sido nominadas al Premio de la Academia a la Mejor Película, Annie Hall, Hannah and Her Sisters y Midnight in Paris. 
Allen evita las ceremonias de premios, citando su subjetividad. Su primera y única aparición en los Premios de la Academia fue en los Oscar 2002, donde recibió una gran ovación. Como ícono de Nueva York, la Academia le había pedido que presentara un montaje cinematográfico de clips de la ciudad de Nueva York en las películas, que fue creado por Nora Ephron, para honrar a la ciudad después del 11 de septiembre.

## Vida personal
Allen se ha casado tres veces: con Harlene Rosen (m. 1956–1959), Louise Lasser, (m. 1966–1970) y Soon-Yi Previn (m. 1997-presente). También tuvo una relación de 12 años con la actriz Mia Farrow y relaciones con Stacey Nelkin y Diane Keaton. 

### Matrimonios y relaciones de juventud
En 1956, Allen se casó con Harlene Rosen. Él tenía 20 años y ella 17. El matrimonio duró hasta 1959. Rosen, a quien Allen llamó «la aterradora señora Allen» en su acto de stand up, lo demandó por difamación como resultado de los comentarios que hizo durante una aparición televisiva poco después de su divorcio. En su álbum Standup Comic de mediados de los años 1960, Allen dijo que Rosen lo había demandado por una broma que hizo en una entrevista. Rosen había sido agredida sexualmente fuera de su departamento. Según Allen, los periódicos informaron que había sido «violada». En la entrevista, Allen dijo: «Conociendo a mi ex esposa, probablemente no fue una violación de tráfico». En una entrevista en The Dick Cavett Show, Allen repitió sus comentarios y dijo que había sido demandado por «un millón de dólares».
En 1966, Allen se casó con Louise Lasser. Se divorciaron en 1970. Lasser apareció en tres de las películas de Allen: Take the Money and Run, Bananas y Everything You Always Wanted to Know About Sex* (*But Were Afraid to Ask). También apareció brevemente en Stardust Memories. 
En 1969, Allen eligió a Diane Keaton en su programa de Broadway Play It Again, Sam. Durante la grabación Allen y ella iniciaron una relación romántica. Aunque se separaron después de un año, ella continuó protagonizando sus películas, incluyendo Sleeper como poeta futurista y Love and Death como un personaje compuesto basado en las novelas de Tolstoi y Dostoievski. Annie Hall fue muy importante en las carreras de Allen y Keaton. Se dice que el papel fue escrito para ella, ya que el nombre de nacimiento de Keaton era Diane Hall. Luego protagonizó Interiors como poeta, seguida de Manhattan.
En 1987, tuvo un cameo como cantante de un club nocturno en Radio Days, y fue elegida para reemplazar a Mia Farrow en Manhattan Murder Mystery después de que Allen y Farrow comenzaron a tener problemas con su relación. En total, Keaton ha protagonizado ocho de las películas de Allen. A partir de 2018, Keaton y Allen siguen siendo amigos íntimos. En una divertida aparición pública, Allen le otorgó a Keaton el Premio AFI Life Achievement Award en 2017.
Según Los Angeles Times, Manhattan se basó en la relación romántica de Allen con la actriz Stacey Nelkin. Su parte en Annie Hall terminó en el piso de la sala de corte, y su relación, que nunca fue reconocida públicamente por Allen, comenzó cuando tenía diecisiete años y era estudiante de la escuela secundaria Stuyvesant en Nueva York. En diciembre de 2018, The Hollywood Reporter entrevistó a Babi Christina Engelhardt, quien dijo que tuvo un romance de ocho años con Allen que comenzó en 1976 cuando tenía diecisiete años (se conocieron cuando tenía dieciséis años), y que cree que el personaje de Tracy en Manhattan es una combinación de un número indeterminado de presuntas jóvenes amantes de la vida real de Allen de ese período, no necesariamente Nelkin o Engelhardt. Cuando se le preguntó, Allen se negó a comentar.

### Mia Farrow
Allen y Mia Farrow se conocieron en 1979 y comenzaron una relación en 1980; Farrow actuó en trece de las películas de Allen desde 1982 a 1992. Durante toda la relación vivieron en apartamentos separados en lados opuestos de Central Park en Manhattan. Farrow tenía siete hijos cuando se conocieron: tres hijos biológicos de su matrimonio con el compositor, pianista y director de orquesta André Previn, tres niñas adoptivas (dos vietnamitas y una surcoreana, Soon-Yi Previn), y un niño surcoreano adoptado, Moses Farrow.
En 1984 ella y Allen intentaron concebir un hijo juntos; Allen estuvo de acuerdo con esto en el entendimiento de que no necesitaba involucrarse en el cuidado del niño. Cuando el esfuerzo por quedar embarazada fracasó, Farrow adoptó a una niña, Dylan Farrow, en julio de 1985. Allen no participó en la adopción, pero cuando Dylan llegó, asumió un papel paterno hacia ella y comenzó a pasar más tiempo en la casa de Farrow. El 19 de diciembre de 1987, Farrow dio a luz a su hijo Satchel Farrow (más tarde conocido como Ronan Farrow). En 1991 Farrow quería adoptar a otro niño. Según una audiencia de custodia de 1993, Allen le dijo que no se opondría a otra adopción siempre que ella aceptara su adopción de Dylan y Moses; esa adopción se finalizó en diciembre de 1991. Eric Lax, biógrafo de Allen, escribió en The New York Times que Allen estaba «allí antes de que [los niños] se despertaran por la mañana, los ve durante el día y ayuda a acostarlos por la noche».

### Soon-Yi Previn

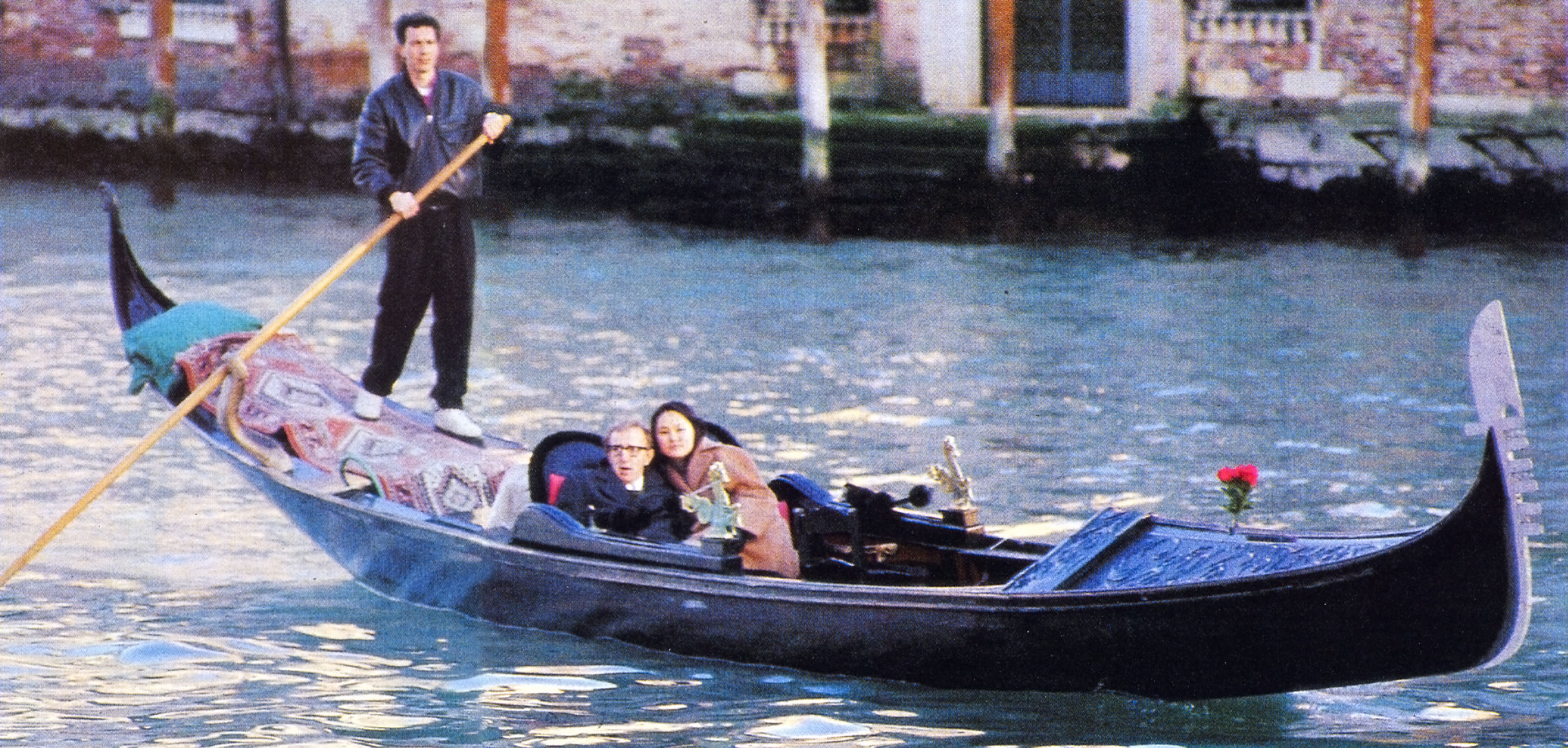
Allen y Soon-Yi Previn en Venecia.

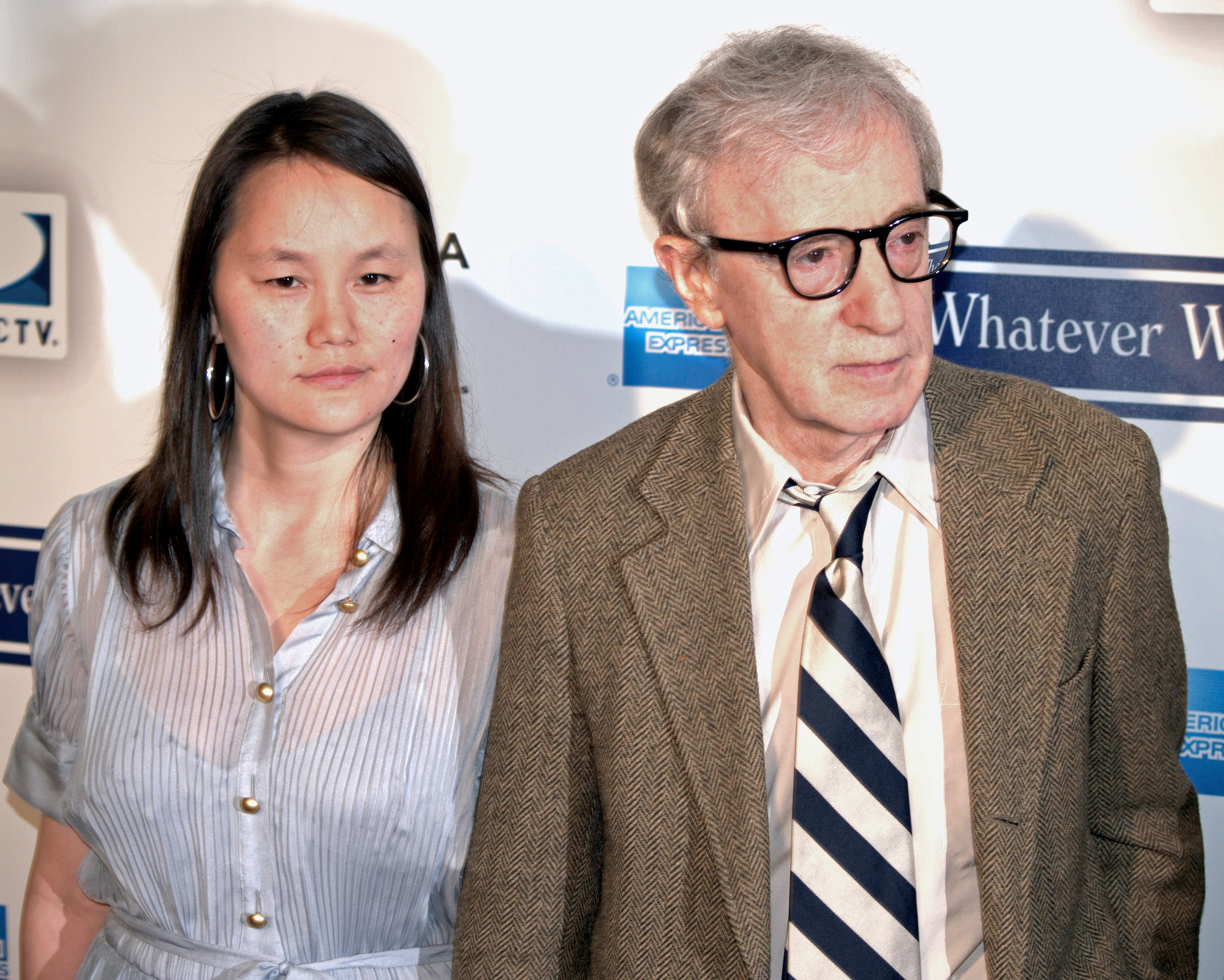
Soon-Yi Previn y Allen, 2009.

En 1977, Mia Farrow y André Previn adoptaron a Soon-Yi Previn, que había sido abandonada en Seúl. En el momento de la adopción, su pasaporte decía que tenía siete años; Una exploración ósea en los Estados Unidos estimó que tenía entre cinco y siete años. (Maureen Orth: (Vanity Fair, noviembre de 1992): «Nadie sabe cuántos años tiene Soon-Yi. Sin verla nunca, los funcionarios coreanos estimaron su edad en siete años en su pasaporte. En la familia, se considera que Soon-Yi cumplió veinte años el 8 de octubre de 1992».) Según Soon-Yi, su primera interacción amistosa con Allen tuvo lugar cuando se lesionó jugando al fútbol durante su tercer año de secundaria y Allen se ofreció a llevarla a la escuela. Después de su lesión, comenzó a asistir a los encuentros de baloncesto de los New York Knicks con Allen. Fue a más partidos y en 1991 se habían unido. En septiembre de 1991 comenzó sus estudios en la Universidad Drew en Nueva Jersey.
En enero de 1992, Farrow encontró fotografías de Soon-Yi desnuda en la casa de Allen. Allen, de 56 años, le dijo a Farrow que había tomado las fotos el día anterior, aproximadamente dos semanas después de haber tenido relaciones sexuales con Soon-Yi. Tanto Farrow como Allen contactaron a sus respectivos abogados poco después de que se descubrieran las fotografías. Se le pidió a Soon-Yi que abandonara el campamento de verano porque pasaba demasiado tiempo atendiendo llamadas de un «Señor Simon», que resultó ser Allen.
En una entrevista de agosto de 1992 con Time Magazine Allen dijo: «No soy el padre o padrastro de Soon-Yi», y agregó: «Nunca he vivido con Mia. Nunca en toda mi vida dormí en el departamento de Mia, y nunca solía ir allí hasta que llegaron mis hijos hace siete años. Nunca tuve cenas familiares allí. No fui padre de sus hijos adoptivos en ningún sentido de la palabra». Añadiendo que Soon-Yi nunca lo trató como una figura paterna y que rara vez hablaba con ella antes del asunto, Allen parecía ver pocos problemas con su relación.
El 17 de agosto de 1992, Allen emitió un comunicado diciendo que estaba enamorado de Soon-Yi. Su relación se hizo pública y «estalló en titulares sensacionalistas y monólogos nocturnos en agosto de 1992».
Allen y Soon-Yi se casaron en Venecia el 23 de diciembre de 1997. Han adoptado a dos niños, Bechet y Manzie, y viven en la sección Carnegie Hill del Upper East Side de Manhattan.

## Acusación de abuso sexual
Según el testimonio de la corte, el 4 de agosto de 1992, Allen visitó a los niños en la casa de Mia Farrow en Bridgewater, Connecticut, mientras estaba de compras con un amigo. Durante el día siguiente, la niñera de ese amigo le dijo a su empleador que ella había visto que «Dylan estaba sentada en el sofá y Woody estaba arrodillado en el suelo, frente a ella, con la cabeza en su regazo». Cuando Farrow le preguntó a Dylan al respecto, Dylan, supuestamente, dijo que Allen había tocado su «parte privada» mientras estaban solos en el ático. Una mujer empleada para cuidar a los hijos de Farrow dijo que durante unos 20 minutos esa tarde no había sabido dónde estaba Dylan. Farrow se lo dijo al pediatra de Dylan quien informó a las autoridades.
Allen negó enérgicamente la acusación, calificándola de «una manipulación desmesurada y terriblemente dañina de niños inocentes por motivos vengativos y egoístas». Luego comenzó los procedimientos en la Corte Suprema de Nueva York por la custodia exclusiva de Satchel, su hijo y el de Farrow, así como también Dylan y Moses, sus dos hijos adoptivos. Tras dos investigaciones independientes, en marzo de 1993, la Clínica de Abuso Sexual Infantil del Hospital Yale-New Haven concluyó que Dylan no había sido agredida sexualmente. 
En junio de 1993, el juez Elliott Wilk rechazó la oferta de custodia de Allen y rechazó la acusación de abuso sexual. Wilk dió crédito al equipo de Yale-New Haven de que no había evidencias de que hubiera habido abuso. En septiembre de 1993, el fiscal estatal anunció que no presentaría cargos para evitar el riesgo injustificable de exponer a un niño a los rigores e incertidumbres de un enjuiciamiento cuestionable, señalando que ni tan siquiera el juez Wilk, aún trabajando en el marco de un estándar de prueba menos severa que la prueba más allá de una duda razonable, había podido estimar la alegación de abuso. En octubre de 1993, la Agencia de Bienestar Infantil de Nueva York del Departamento de Servicios Sociales del estado cerró una investigación de 14 meses y concluyó que no había evidencia creíble de abuso o maltrato. La denuncia de Mia Farrow fue archivada. 
Cuando Allen recibió un Premio Globo de Oro por los logros de vida en 2014, eso llamó la atención de los medios. El 1 de febrero de 2014, el columnista del New York Times Nicholas Kristof, con el permiso de Dylan, publicó una columna que incluía extractos de una carta que Dylan le había escrito a Kristof sobre sus recuerdos y sentimientos sobre el episodio inicial, la reacción pública al tema y el premio de Allen. El 29 de abril de 2018, Ronan Farrow comentó sobre las acusaciones en el pódcast de Preet Bharara, diciendo de Allen: «Es difícil escapar de una enorme nube de sospecha sobre este tipo y nunca deberían haber permitido eso a otros niños». El 23 de mayo de 2018, Moses Farrow defendió a Allen contra las acusaciones de Dylan y Mia en su blog, diciendo que estaba en su casa ese día y que no perdió de vista a Dylan durante toda la visita de su padre. La hija de Allen, Bechet Dumaine Allen, apoyó los comentarios de Moses. El 24 de mayo de 2018, Ronan calificó los comentarios de Moses como parte de una campaña de desprestigio contra Dylan.
Cabe recordar que hasta el día de hoy, Woody Allen no ha podido ser declarado culpable por faltas de pruebas. Su caso fue investigado por forenses en dos estados (New York y Connecticut) y ninguno de ellos concluyó que hubiera abuso sexual. Lo cierto es que más allá de que si esto fue un lavado de cerebro de Mia Farrow hacia sus hijos Dylan y Ronan como lo ha declarado su otro hijo Moses, la condena social y mediática ha repercutido en su carrera cinematográfica: Sus películas prácticamente no tienen distribución en el mercado estadounidense (mercado por excelencia de sus primeras 45 de 50 películas aproximadamente) y actualmente, solo produce desde Europa.

## Obras sobre Allen
Aparte de Wild Man Blues, dirigida por Barbara Kopple, hay otros documentales sobre Woody Allen, incluyendo el 2001 documental de televisión por cable Woody Allen: una vida en la película, dirigida por el crítico de cine Richard Schickel, que entrelaza entrevistas de Allen con los clips de sus películas y Meetin 'WA, una breve entrevista de Allen por el director francés Jean-Luc Godard. 
En 2010 el músico español José Riaza lanza el álbum «El folk es el hogar». En este disco aparece Como Woody Allen, una canción que cuestiona las relaciones amorosas convencionales haciendo varias alusiones a la relación de Woody Allen con su hijastra.
En 2011, la serie PBS American Masters coprodujo el documental Woody Allen: a Documentary, dirigido por Robert B. Weide. Nuevas entrevistas proporcionan información y antecedentes con Diane Keaton, Scarlett Johansson, Penélope Cruz, Dianne Wiest, Larry David, Chris Rock, Martin Scorsese, Dick Cavett y Leonard Maltin, entre muchos otros.
Eric Lax es autor del libro Woody Allen: A Biography. De 1976 a 1984, Stuart Hample escribió y dibujó Inside Woody Allen, una tira cómica basada en el personaje cinematográfico de Allen.
En 2018, Woody Allen aparece hablándose a su persona de cuando era joven en el cortometraje de animación Woody & Woody, obra dirigida por Jaume Carrió y escrita por Laura Gost, ganando el premio Goya a mejor cortometraje de animación en 2018.

## Nota
1. ↑  A pesar de que casi todas las fuentes enumeran su fecha de nacimiento como el 1 de diciembre, en su autobiografía de 2020, A propósito de nada, Allen escribe que en realidad nació el 30 de noviembre: «En realidad, nací el 30 de noviembre, muy cerca de la medianoche, y mis padres adelantaron la fecha para que pudiera empezar el día uno». Allen, Woody (2020). Apropos of Nothing (1st edición). Arcade Publishing. ISBN 978-1-951627-34-8.